# Río Aiarí
El río Aiarí o Ayarí es un curso de agua en el estado de Amazonas, al noroeste Brasil, que desemboca en el río Isana.
En los alrededores del Río Aiarí, crece principalmente bosque tropical siempre verde.  El clima de selva tropical prevalece en el área. La temperatura media anual de la zona es de 23 °C. El mes más cálido es enero, cuando la temperatura promedio es de 24 °C, y el más frío es junio, con 20 °C. La precipitación media anual es de 4.291 milímetros. El mes más húmedo es mayo, con un promedio de 572 mm de precipitación, y el más seco es noviembre, con 231 mm de precipitación.